# Joseph Jules Descamps
Jules Joseph Descamps (Aat, 25 oktober 1820 - Monaco, 12 maart 1892) was een Belgisch volksvertegenwoordiger en de laatste liberale Kamervoorzitter voor de volgende decennia.

## Levensloop
Descamps was de zoon van de handelaar Joseph-Jules Descamps en van Jeanne Duraÿ. Hijzelf trouwde met Céline Cherequefosse. Hij werd burgerlijk ingenieur van de Universiteit Luik (1844). Zijn professionele curriculum verliep als volgt:
- ingenieur bij John Cockerill in Seraing (1844);
- directeur van de Minières de Châtelineau (1846-1852);
- directeur van de Hauts Fourneaux de Hourpes-sur-Sambre (1852-1863);
- directeur-generaal van de Compagnie des Mines, Fourneaux, Forges et Laminoirs de la Sambre (1863-1873).

Descamps werd in 1866 verkozen tot Kamerlid voor de liberale partij in het arrondissement Aat. Na vicevoorzitter van de Kamer te zijn geweest van 1878 tot 1881, was hij van 22 maart 1881 tot 17 mei 1884 voorzitter, de laatste liberaal voor vele jaren om deze functie te kunnen opnemen, aangezien de verkiezingen van juni-juli 1884 een meerderheid van de katholieke partij inluidde, die dertig jaar zou duren. Ook Descamps verdween toen uit de Kamer; hij nam ontslag in juli en werd in augustus 1884 opgevolgd als volksvertegenwoordiger door Oswald de Kerchove de Denterghem.
Naast zijn politiek mandaat was Descamps bestuurder in heel wat vennootschappen, onder meer:
- Forges et Laminoirs de Marchienne-au-Pont;
- Mines de Landenne-sur-Meuse;
- Charbonnages de Bonne Espérance à Wasmes;
- Mines des Ardennes;
- Société André De Lattre et Compagnie, Andenne;
- Tannerie Saint-Antoine à Soignies;
- Société générale des Tramways;
- Charbonnages de Arenster;
- Produits réfractaires et Terres plastiques de Seilles-lez-Andenne;
- Fabrication de Machines et Outils de Précision;
- Tramways de Turin;
- Tramways de Florence;
- Hauts Fourneaux et Mines de Halanzy;
- Tramways de Varsovie;
- Société des Chemins de fer économiques.

Hij werd vicevoorzitter van de Vereniging van Ingenieurs van de Universiteit Luik.